# Erebins
Els erebins (Erebinae) són una subfamília de lepidòpters ditrisis de la família dels erèbids (Erebidae).
Moltes de les espècies de la subfamília són grans (de 7 a 10 cm) en comparació amb altres erèbids de zones temperades. Alguns d'aquests heteròcers, com ara els del gènere Catocala i gèneres afins tenen ales interiors de colors brillants, mentre que altres com els del gènere Zale i gèneres relacionats tenen ales posteriors críptiques i es camuflen a l'herba i sobre els troncs dels arbres.

## Taxonomia
Molts dels membres d'Erebidae van ser classificats prèviament dins de la subfamília Catocalinae o la tribu Catocalini, ja sigui dins de la família Erebidae o Noctuidae.
Diversos estudis morfològics i filogenètics completats des de 2000 han revisat en diverses ocasions aquestes grans famílies de la superfamília Noctuoidea, i actualment una nova revisió continua en estudi.Un resum històric de la sistemàtica de la Catocalinae i Erebinae ha estat escrit per Holloway.

## Tribus
- Acantholipini
- Audeini
- Catephiini
- Catocalini
- Cocytiini
- Ercheiini
- Erebini
- Euclidiini
- Hulodini
- Hypopyrini
- Melipotini
- Ommatophorini
- Omopterini
- Ophiusini
- Pandesmini
- Pericymini
- Poaphilini
- Sypnini
- Thermesiini
- Incertae sedis

## Galeria

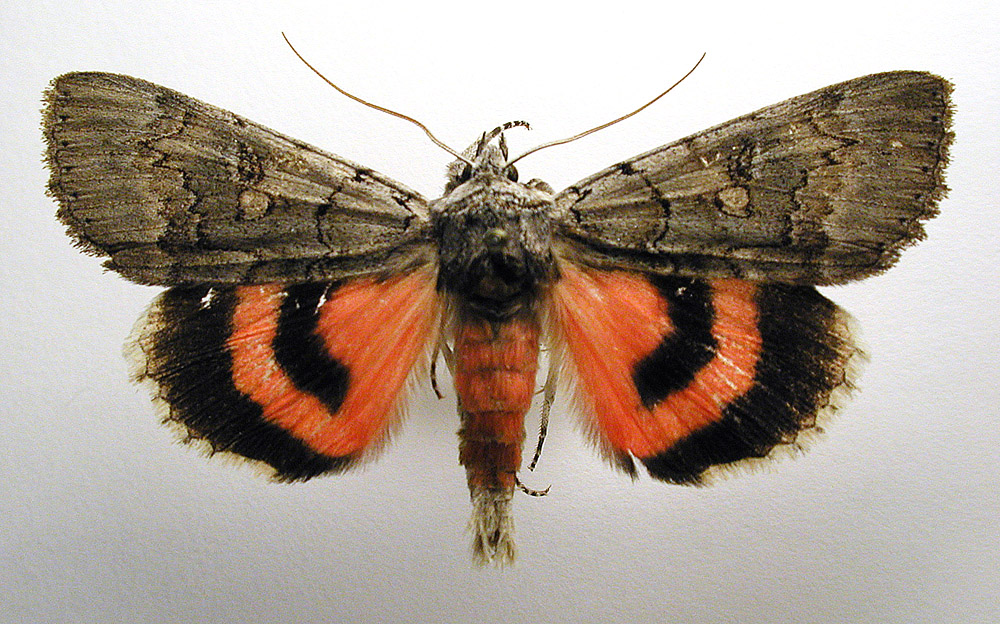
Catocala pacta
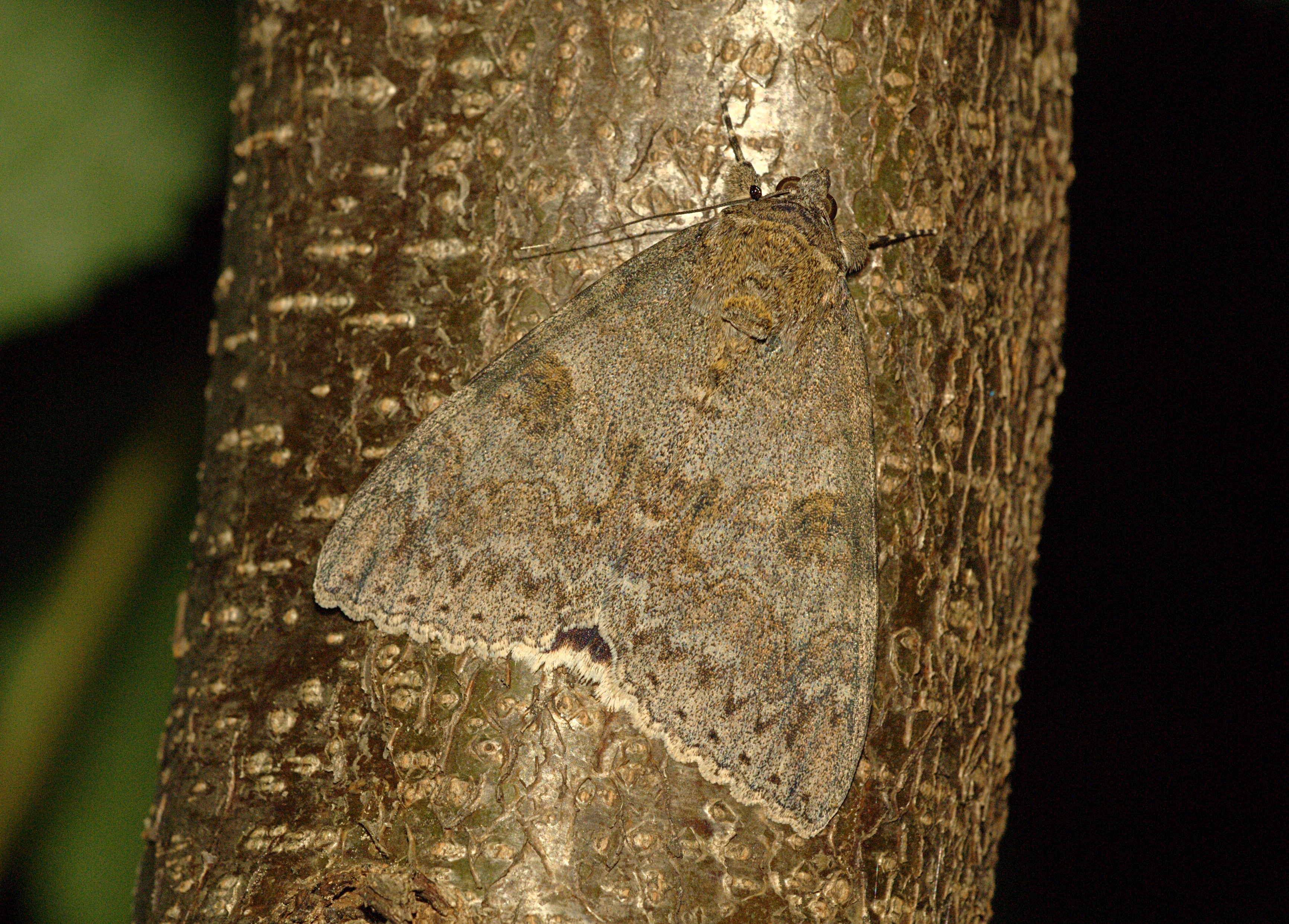
Catocala nupta
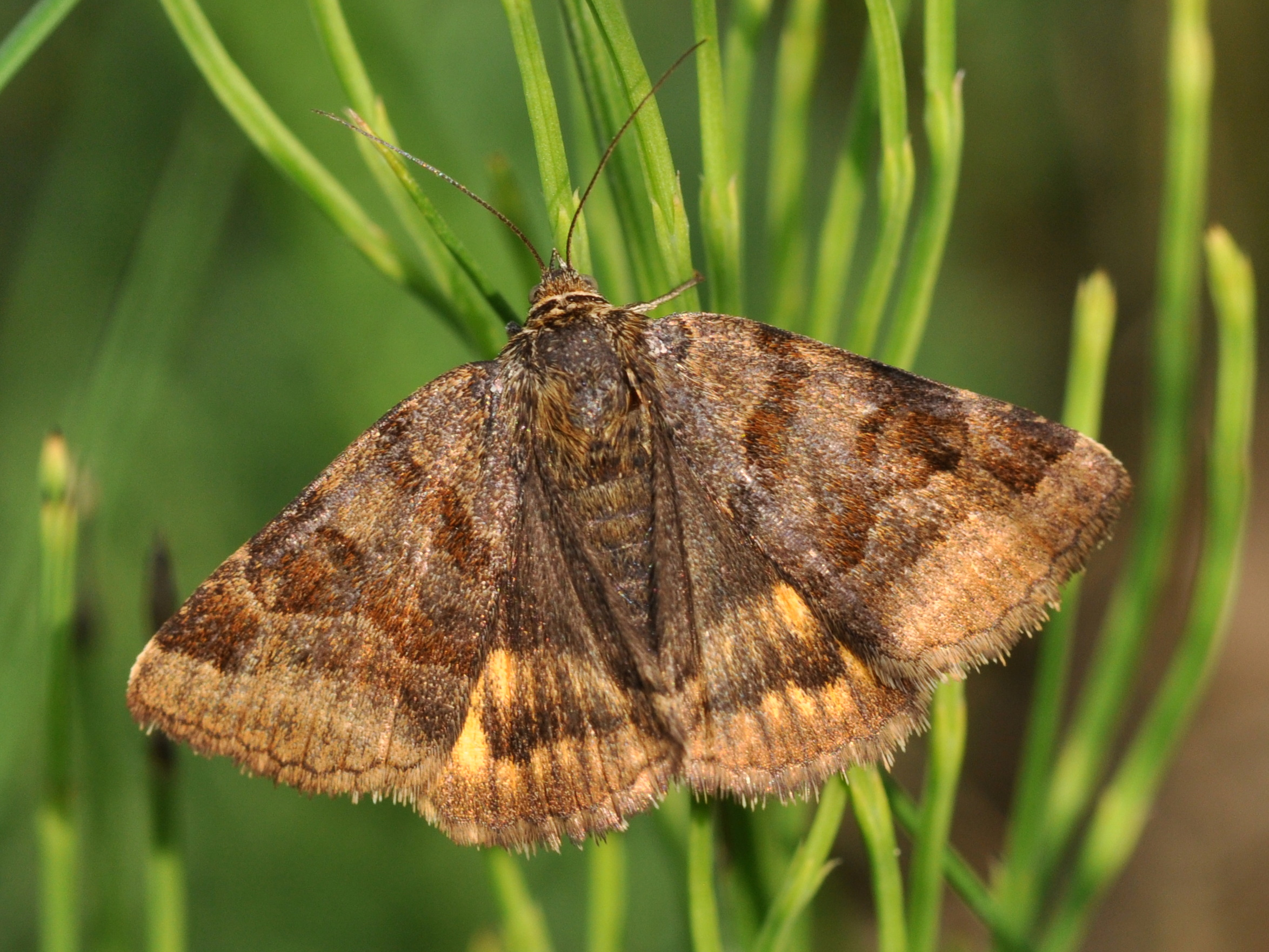
Euclidia glyphica
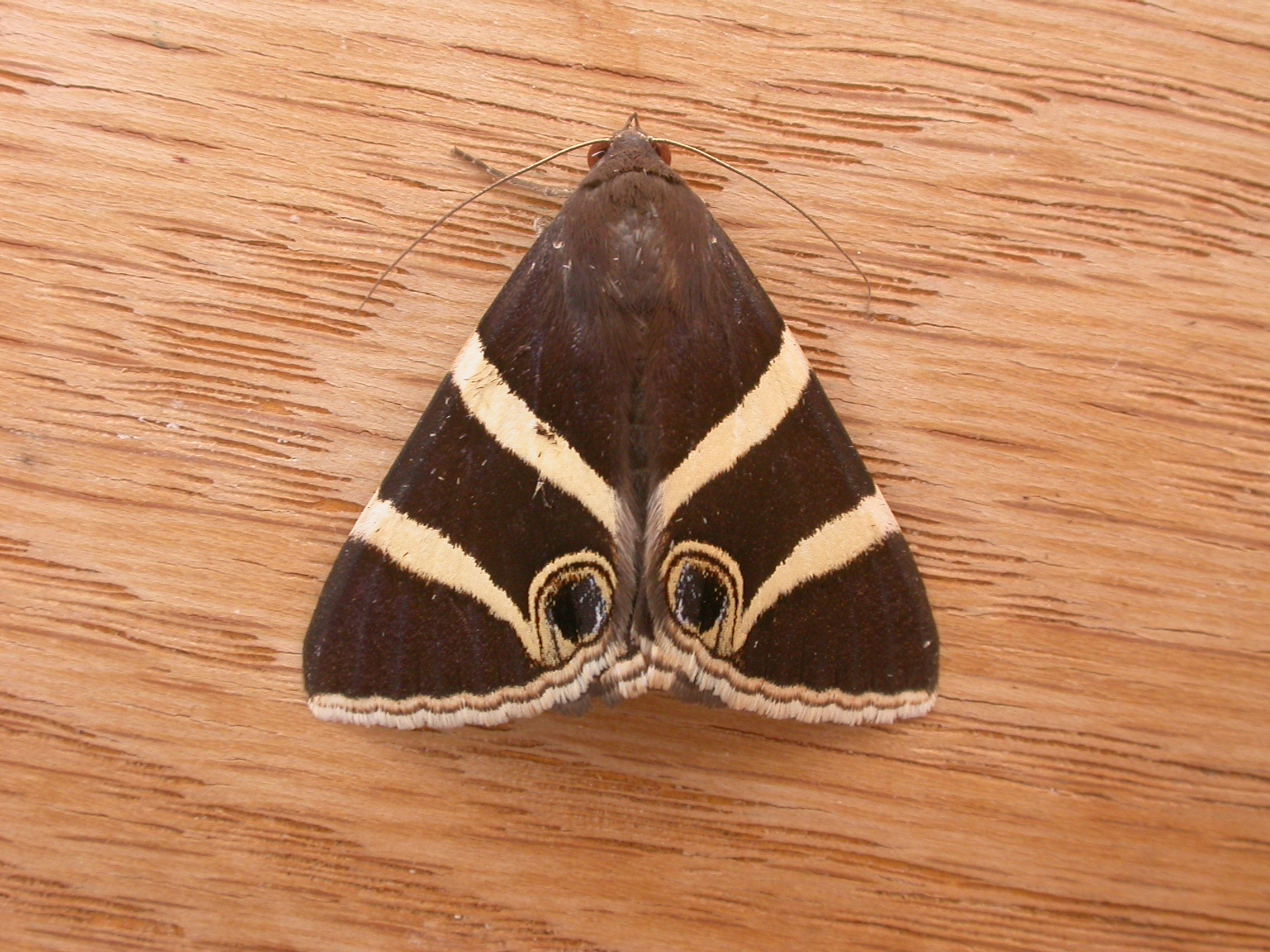
Grammodes ocellata